# Claus Eggertsen Ulfeldt
Claus Eggertsen Ulfeldt til Elmelunde (ca. 1474 – 1566) var en dansk adelig.
Han blev født i Kragerup ved Ørslev som søn af Eggert Andersen Ulfeldt og Karine Pedersdatter.
Han fik Spejlsby Len på Møn og boede som lensmand fra 1504 til sin død i 1566 i Elmelunde. 
Han blev gift første gang med Dorthe Ovesdatter Lunge (Dyre) og anden gang med Margrethe Knudsdatter Hvide til Rødkilde. Med sin første hustru fik han sønnen Eggert Clausen Ulfeldt til Kragerup.